# JFK/UMass (MBTA-Station)
JFK/UMass ist der Name einer U-Bahn-Station der Massachusetts Bay Transportation Authority (MBTA) im Bostoner Stadtteil Dorchester im Bundesstaat Massachusetts der Vereinigten Staaten. Sie bietet Zugang zur Linie Red Line, zu den Nahverkehrszügen der MBTA Commuter Rail und zum CapeFLYER. Die Bezeichnung des U-Bahnhofs geht auf das nahegelegene Gebäude John F. Kennedy Presidential Library and Museum (JFK) und die ebenfalls benachbarte University of Massachusetts Boston (UMass) zurück. Zu beiden Zielen fahren Shuttlebusse.

## Geschichte
Im Jahr 1845 eröffnete die Old Colony Railroad ihren Betrieb zwischen Boston und Plymouth. 1926 schloss die Rechtsnachfolgerin New York, New Haven and Hartford Railroad ihren Shawmut-Zweig und verkaufte ihn an die Boston Elevated Railway, einer frühen Vorgängerin der heutigen MBTA. Diese eröffnete die heutige Station JFK/UMass unter dem Namen Columbia gemeinsam mit den Stationen Savin Hill und Fields Corner am 5. November 1927. Am 1. Dezember 1982 wurde der U-Bahnhof in JFK/UMass umbenannt. Viele Schilder tragen jedoch auch heute noch den ehemaligen Namen Columbia als Untertitel. Am 14. Dezember 1988 wurde ein für $ 13,5 Mio. neu errichteter Bahnsteig für den Braintree-Zweig der Red Line eröffnet, die bis dahin nicht an der Station gehalten hatte. Im September 1997 wurden die Linien Middleborough/Lakeville und Plymouth/Kingston wieder in Betrieb genommen, der entsprechende Bahnsteig im U-Bahnhof wurde jedoch erst am 30. April 2001 freigegeben.

## Bahnanlagen

### Gleis-, Signal- und Sicherungsanlagen
Der U-Bahnhof verfügt über fünf Gleise. Vier davon stehen der Red Line zur Verfügung und sind über zwei Mittelbahnsteige zugänglich, das letzte Gleis, das sich der CapeFLYER und die Commuter Rail-Züge teilen, ist über einen Seitenbahnsteig angebunden. Da sich die beiden Zweige der Red Line unmittelbar nördlich der Station zu einem einzigen Gleis vereinen, wird über ein entsprechendes Lichtsignal am Bahnsteig angezeigt, auf welcher Seite der nächste Zug halten wird. Die Gleise des Ashmont-Zweigs befinden sich an der Westseite des U-Bahnhofs, die des Braintree-Zweigs in der Mitte und das Gleis der Commuter Rail-Züge befindet sich an der Ostseite.

### Gebäude
Der U-Bahnhof befindet sich an der Adresse 599 Old Colony Ave. Er ist vollständig barrierefrei zugänglich.

## Umfeld
An der Station bestehen Anschlussverbindungen an vier Buslinien der MBTA, darüber hinaus stehen 18 Fahrrad-Abstellplätze zur Verfügung. In der unmittelbaren Umgebung befinden sich die John F. Kennedy Presidential Library and Museum, die University of Massachusetts Boston, die Massachusetts Archives, die Boston College High School sowie die Zentrale des Boston Globe.